# Leopold Hasner von Artha

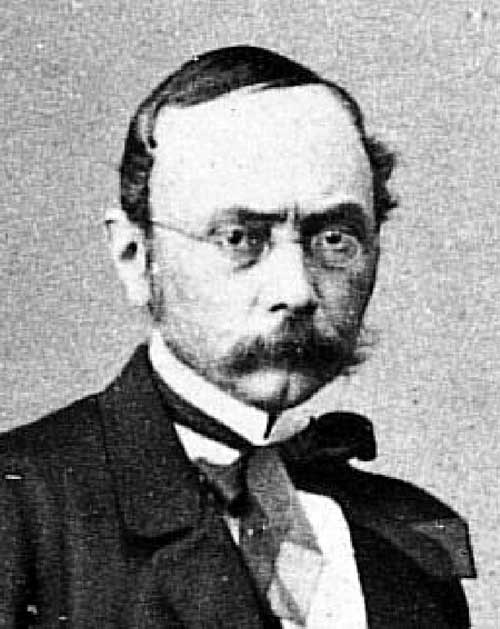
Leopold Hasner von Artha.

Leopold Hasner Ritter von Artha, född den 15 mars 1818 i Prag, död den 5 juni 1891 i Bad Ischl, var en österrikisk statsman och skriftställare. Han var bror till Joseph Hasner von Artha.
Hasner blev 1848 redaktör för den officiella Prager Zeitung samt 1849 extra ordinarie professor i rättsfilosofi och 1851 professor i nationalekonomi vid universitetet i Prag. Han utnämndes 1865 till professor i nationalekonomi vid universitetet i Wien. År 1861 valdes Hasner till medlem av böhmiska lantdagen och österrikiska riksrådets andra kammare, till vars president han utsågs 1863. Han blev 1867 livstidsmedlem av herrehuset samt var 1868–1870 undervisningsminister; som sådan genomdrev han en ny folkskolelag trots biskoparnas motstånd. Den 1 februari–5 april 1870 var Hasner ministerpresident. I böhmiska lantdagen och österrikiska herrehuset verkade han som ledare för det författningstrogna partiet. Hasner författade bland annat Grundlinien der Philosophie des Rechts und seiner Geschichte (1851). Efter hans död utkom Denkwürdigkeiten. Autobiographisches und Aphorismen (1892).